# Kawa Zolfagary
Kawa Hajier Zolfagary född 20 september 1985, är en svensk skribent, författare och dramatiker. Hans debutbok Vita kränkta män gavs ut 2012 på Galago förlag. Den föregicks av en uppmärksammad Facebook-grupp med samma namn. I november 2018 sattes Revolution, en pjäs skriven av Zolfagary, upp på Teater Brunnsgatan Fyra.
Zolfagary har skrivit för bland annat Politism, bloggen Alliansfritt Sverige, Tidningen Folket, ETC Stockholm, Arena, Dagens ETC, Nöjesguiden och tidskriften Galago. Han är även grundare av den feministiska sidan Genusfolket. Zolfagary har medverkat i antologierna Genusyrsel och normuppror och Något är ruttet i Sverige. 
Han har bland annat vunnit Rättviseförmedlingens Rättvisepris 2013, Årets Genombrott 2013 på Hallongalan, Årets Sociala Media 2013 på Amaltheas Litteraturprisgala och hamnade på plats 16 på Shortcuts lista över Uppstickare 2013. Zolfagary är också utnämnd till en av Framtidens 99 mäktigaste enligt TCO. Hemsidan Makthavare.se utnämnde 2017 Kawa Zolfagary till en av framtidens makthavare. 
Kawa Zolfagary har varit aktiv inom Ung Vänster och Vänsterpartiet i Södermanland, efter valet 2010 kom han in i Eskilstunas kommunfullmäktige på en ersättarplats men avgick kort därefter i samband med att han flyttade till Stockholm. Han har varit fackligt engagerad och arbetat som bland annat projektledare för Kommunal. Sen augusti 2020 är han pressekreterare på fackförbundet Unionen.
Han har även under namnet "Dödsmaskinen" medverkat i flera Basementality rap battles, under 2011 och 2012, med blandade resultat. Under 2014 arrangerade Zolfagary ett 24-timmars spelmaraton, Spelskapet.